# Сошнин, Илья Игоревич (футболист)
Илья Игоревич Сошнин (род. 21 июня 1987, Липецк) — российский футболист, защитник, полузащитник.

## Биография
На любительском уровне начинал играть в командах «Металлург-2» Липецк (2003), ФШИ «Мастер-Сатурн» Егорьевск (2004), «Шатура» (2005). В 2006 году провёл 15 матчей за дубль раменского «Сатурна» и 6 — за его фарм-клуб во втором дивизионе. 2007 год начал в шатурской «Энергии». Следующие 2,5 года играл в чемпионате Молдавии за клубы «Политехника» Кишинёв, «Тирасполь», «Тилигул-Тирас». Во втором дивизионе России играл за «Таганрог» (2010), «Спартак» Кострома (2010), «Тюмень» (2011). В 2012—2013 годах выступал за любительский клуб «Данков».